# آبشار هورس تروگ
آبشار هورس تروگ (به انگلیسی: Horsetrough Falls) آبشاری است که در جورجیا، ایالات متحده آمریکا واقع شده و ارتفاع کلی ریزشگاه آن ۱۳ متر است.